# Hold On (Sean Paul)
Hold On è un singolo del cantante giamaicano Sean Paul. Il brano è stato scritto da Pierre Medor, Rico Love e Sean Paul, ed è stato prodotto da Pierre Medor e Rico Love.

## Tracce
Download digitale
1. Hold On – 4:08

## Classifiche
| Classifica (2012)                                       | Posizione massima |
| ------------------------------------------------------- | ----------------- |
| Belgio (Ultratip Wallonia)                              | 1                 |
| Francia (Syndicat national de l'édition phonographique) | 35                |